# Sivert Mannsverk
Sivert Heggheim Mannsverk (Øvre Årdal, 8 de mayo de 2002) es un futbolista noruego que juega como centrocampista en el A. C. Sparta Praga de la Liga de Fútbol de la República Checa.

## Trayectoria
En enero de 2021 se le relacionó con el Aston Villa F. C., el Everton F. C., el Inter de Milán y el Bologna F. C.
El 28 de julio de 2021 firmó un contrato con el Molde FK hasta 2025.
El 1 de mayo de 2022, marcó el gol de la victoria en la final de la Copa de Fútbol de Noruega 2022 contra el F. K. Bodø/Glimt.
El 1 de septiembre de 2023 firmó un contrato de cinco años con el Ajax de Ámsterdam.

## Selección nacional
Ha representado a Noruega en las categorías inferiores de la selección nacional, desde la sub-15 hasta la sub-21. Participó una vez en la Eurocopa Sub-21 de 2023.
Fue convocado por primera vez con la selección nacional de fútbol de Noruega en noviembre de 2022 para un par de amistosos en los que no vio minutos.

## Estadísticas

### Clubes
Actualizado al último partido disputado el 18 de agosto de 2024.
| Club                             | Div.          | Temporada     | Liga  | Liga  | Copas nacionales | Copas nacionales | Copas internacionales | Copas internacionales | Total | Total |
| Club                             | Div.          | Temporada     | Part. | Goles | Part.            | Goles            | Part.                 | Goles                 | Part. | Goles |
| -------------------------------- | ------------- | ------------- | ----- | ----- | ---------------- | ---------------- | --------------------- | --------------------- | ----- | ----- |
| Sogndal Fotball · Noruega        | 2.ª           | 2019          | 16    | 1     | ―                | ―                | ―                     | ―                     | 16    | 1     |
| Sogndal Fotball · Noruega        | 2.ª           | 2020          | 29    | 4     | ―                | ―                | ―                     | ―                     | 29    | 4     |
| Sogndal Fotball · Noruega        | 2.ª           | 2021          | 7     | 1     | ―                | ―                | ―                     | ―                     | 7     | 1     |
| Sogndal Fotball · Noruega        | Total club    | Total club    | 52    | 6     | 0                | 0                | 0                     | 0                     | 52    | 6     |
| Molde FK · Noruega               | 1.ª           | 2021          | 14    | 0     | 6                | 1                | 2                     | 0                     | 22    | 1     |
| Molde FK · Noruega               | 1.ª           | 2022          | 25    | 1     | 4                | 0                | 12                    | 3                     | 41    | 4     |
| Molde FK · Noruega               | 1.ª           | 2023          | 16    | 3     | 2                | 0                | 6                     | 0                     | 24    | 3     |
| Molde FK · Noruega               | Total club    | Total club    | 55    | 4     | 12               | 1                | 20                    | 3                     | 87    | 8     |
| Jong Ajax · Países Bajos         | 2.ª           | 2023-24       | 3     | 0     | —                | —                | —                     | —                     | 3     | 0     |
| Jong Ajax · Países Bajos         | Total club    | Total club    | 3     | 0     | 0                | 0                | 0                     | 0                     | 3     | 0     |
| Ajax de Ámsterdam · Países Bajos | 1.ª           | 2023-24       | 13    | 0     | 0                | 0                | 3                     | 0                     | 16    | 0     |
| Ajax de Ámsterdam · Países Bajos | 1.ª           | 2024-25       | 2     | 0     | 0                | 0                | 0                     | 0                     | 2     | 0     |
| Ajax de Ámsterdam · Países Bajos | Total club    | Total club    | 15    | 0     | 0                | 0                | 3                     | 0                     | 18    | 0     |
| Total carrera                    | Total carrera | Total carrera | 125   | 10    | 12               | 1                | 23                    | 3                     | 160   | 14    |